# Ludwig Busse
Carl Heinrich August Ludwig Busse (* 27. September 1862 in Braunschweig; † 13. September 1907 in Halberstadt) war ein deutscher Philosoph und Hochschullehrer.

## Leben
Ludwig Busse wurde 1862 in Braunschweig als Sohn des Kaufmanns Ernst Heinrich Ludwig Busse (1827–1905) geboren. Nach dem Besuch des Gymnasiums in Braunschweig studierte er in Leipzig, Innsbruck und Berlin. Zu seinen akademischen Lehrern zählten Wilhelm Dilthey, G. Lasson, H. Ebbinghaus und F. Paulsen. Busse wurde 1885 in Berlin mit der Dissertation Beiträge zur Entwicklungsgeschichte Spinoza’s zum Dr. phil. promoviert. Von 1887 bis 1893 lehrte er in englischer Sprache an der kaiserlichen Universität Tokio, wo er über Logik, Erkenntnistheorie, Ethik, Ästhetik und Geschichte der Philosophie las. Zu seinen Schülern gehörte Yasuji Otsuka (1868–1931), der im Jahr 1900 als erster Japaner zum Professor der Ästhetik an der Universität Tokio ernannt wurde.
Nach seiner Rückkehr nach Deutschland habilitierte sich Busse 1894 an der Universität Marburg mit der Arbeit Philosophie und Erkenntnistheorie. Im Jahr 1896 übernahm er eine ordentliche Professur an der Universität Rostock, bevor er 1898 als Hochschullehrer nach Königsberg wechselte. Dabei wurde er beide Male Edmund Husserl vorgezogen. Weitere Stationen seiner universitären Lehrtätigkeit waren ab 1904 Münster und schließlich ab 1907 Halle (Saale). Er leitete ab 1902 die Zeitschrift für Philosophie und philosophische Kritik.
Ludwig Busse starb im September 1907 im Alter von 44 Jahren an den Folgen einer Gallensteinoperation in Halberstadt. Er wurde in Halle (Saale) auf dem Friedhof Giebichenstein beigesetzt.
Busse war beeinflusst von Hermann Lotze, dessen Dreiklang von Prinzipien, Tatsachen und Werten er folgte. Sein 1903 erschienenes Hauptwerk Geist und Körper, Seele und Leib gilt als klassisches Werk über das Problem des psycho-physischen Zusammenhangs um die Jahrhundertwende. Der Anti-Materialist Busse zeigt sich darin als Vertreter einer idealistisch-spirituellen Metaphysik. Dabei ist die Körperwelt nur Erscheinung der Realität für den auffassenden Geist.

## Schriften (Auswahl)
- Philosophie und Erkenntnistheorie, Hirzel, Leipzig 1894.
- Die Wechselwirkungen zwischen Leib und Seele und das Gesetz zur Erhaltung der Energie, 1900.
- Geist und Körper, Seele und Leib, 1903.
- Die Weltanschauungen der großen Philosophen der Neuzeit, 6. Aufl., Teubner, Leipzig, Berlin 1917.